# Craspedacusta iseana
Craspedacusta iseana är en nässeldjursart som först beskrevs av Asajiro Oka och Hara 1922.  Craspedacusta iseana ingår i släktet Craspedacusta och familjen Olindiasidae. Inga underarter finns listade i Catalogue of Life.